# Rejon pieczorski
Rejon pieczorski (ros. Печорский район) – jednostka administracyjna wchodząca w skład obwodu pskowskiego w Rosji.
Centrum administracyjnym rejonu jest miasto Pieczory, a główną rzeką Pimża (Piusa). W granicach rejonu usytuowane są centra administracyjne wiejskich osiedli: Krupp, Ławry, Nowyj Izborsk.